# Australoechemus
Australoechemus là một chi nhện trong họ Gnaphosidae.

## Các loài
Chi này gồm các loài:
- Australoechemus celer Schmidt & Piepho, 1994
- Australoechemus oecobiophilus Schmidt & Piepho, 1994